# Genussa celerenaria
Genussa celerenaria là một loài bướm đêm trong họ Geometridae.